# Найдён, Александр Семёнович
Александр Семёнович Найдён (р. 1937) — советский и украинский учёный, доктор искусствоведения, художник, собиратель и исследователь произведений народной культуры, поэт.

## Биография
Родился 18 июля 1937 года в Черкассах (ныне Украина). В 1960 году окончил Черкасский государственный педагогический институт.
До 1978 года работал редактором в обществе «Знание», редактировал брошюру заведующего Отделом проблем художественного развития масс в условиях развитого социализма. Ляшенко пригласил его в Институт искусствоведения, фольклористики и этнологии имени Н. Т. Рыльского НАНУ. С этого начинается академический период творческого и жизненного пути Найдёна.
В 1985 году искусствовед защитил кандидатскую диссертацию «Орнамент украинской народной росписи» (обнародована как монография в 1989 году), двумя годами ранее был участником 9-го международного съезда славистов. В начале 1990-х при Киево-Могилянской академии Д. С. Наливайко возглавил группу для исследования барочной культуры. И работа стала прочным фундаментом докторской диссертации, которую А. С. Найдён защитил 1997 году, почти одновременно с В. Л. Скуратовским, в специализированном совете по теории искусства при НМАУ имени П. И. Чайковского.

## Общественная деятельность
- Член НСХУ

## Награды и премии
- Премия имени Филарета Михайловича Колессы (2005)[1]
- Национальная премия Украины имени Тараса Шевченко (2010) — за монографию «Народная икона Среднего Поднепровья XVIII—XX веков в контексте крестьянского культурного пространства»